# 根茂山
根茂山（日语：／），或按俄译涅莫火山（俄语：Вулкан Немо），是位於千島群島溫禰古丹島北端的火山，属萨哈林州北库里尔斯克区，海拔高度1,018米，該火山有兩個火山口，最近一次火山噴發在1938年8月發生。